# Правительство Барнье
Правительство Барнье — сорок шестое правительство Франции периода Пятой республики, сформированное 5 сентября 2024 года под председательством Мишеля Барнье, который был назначен премьер-министром 5 сентября 2024 года.

## История
После роспуска 17-го законодательного органа Пятой Французской Республики Эмманюэлем Макроном 9 июня, досрочные выборы в парламент состоялись 30 июня и 7 июля. Хотя ожидалось, что Национальное объединение займёт первое место, впоследствии оно заняло третье место после Нового народного фронта, который занял первое место, и Вместе за Республику, которая заняла второе место.
Габриэль Атталь подал заявление об отставке Эммануэлю Макрону, который принял его 16 июля. За день до открытия Олимпийских игр Новый народный фронт согласился предложить Люси Кастетс в качестве своего кандидата на пост премьер-министра. Макрон утверждал, что никто не получил большинство на выборах, и провёл консультации с партиями для формирования правительства.
16 августа, по окончании Олимпийских игр, Макрон пригласил лидеров партий и председателей парламентских групп обеих палат в Елисейский дворец 23 августа, чтобы попытаться найти выход из этого фактического тупика. После того, как Макрон принял лидеров партий и председателей парламентских групп, Елисейский дворец объявил 26 августа, что Кастетс не будет назначена премьер-министром.
2 сентября Эмманюэль Макрон принял Бернара Казнева (бывшего социалиста, премьер-министра при Франсуа Олланде) и Ксавье Бертрана (республиканца; президента Совета региона О-де-Франс), которые тогда ожидались на пост премьер-министра. Столкнувшись с риском вотума недоверия, 4 сентября на рассмотрение была вынесена кандидатура Мишеля Барнье. 5 сентября, почти через два месяца после второго тура парламентских выборов, Макрон назначил Барнье премьер-министром. В то время как ННФ объявил, что вынесет вотум недоверия любому правительству, которое не будет возглавляться им, Национальное объединение заявляет, что дождётся заявления нового правительства об общей политике, прежде чем принять решение о поддержке вотума недоверия или порицания.
2 декабря 2024 года фракции Нового народного фронта и Национального объединения поставили вопрос о доверии правительству после попытки Барнье провести не получивший парламентской поддержки проект бюджета социального страхования на 2025 год без голосования на основании статьи 49.3 Конституции Франции.
4 декабря 2024 года Национальное собрание большинством в 331 голос при необходимых 288 выразило недоверие правительству Барнье.
5 декабря 2024 года президент Макрон принял отставку правительства Барнье. Президент попросил его временно остаться на своем посту, пока не будет назначен новый глава правительства.
23 декабря 2024 года сформировано правительство Байру.

## Формирование правительства
6 сентября Мишель Барнье принимает лидеров республиканцев, соответственно Лорана Вокье, председателя группы правых республиканцев, Брюно Ретайо, председателя фракции партии «Республиканцы» в Сенате, а также Эдуара Филиппа, бывшего премьер-министра Франции и председателя партии «Горизонты», Жерара Ларше, председателя Сената, а также Габриэля Атталя, председателя группы «Вместе за Республику», с целью вхождения в правительство этих партий.
9 сентября Барнье принял представителей группы «Свободы, независимые, заморские и территории».
Возможность сохранения министров правительства Габриэля Атталя упоминается, в частности, в случаях с Катрин Вотрен, Рашидой Дати, Жеральдом Дарманеном и Себастьяном Лекорню, последний «гарантированно останется» Бруно Ретайо также считается независимым министром.
19 сентября, после отклонения президентом Макроном первого списка министров и после достижения соглашения между блоком Макрона и республиканцами, Мишель Барнье представил президенту республики список из 38 министров.
21 сентября 2024 года состав правительства был объявлен Алексисом Колером, генеральным секретарём Елисейского дворца.
Первоначально многие левые наблюдатели считали его самым правым правительством Пятой республики. Некоторые из его министров выступали против гомосексуальных браков или выступали против конституционализации абортов.
27 сентября 2024 года назначены ещё два министра-делегата: Шарлотта Пармантье-Лекок получила в своё ведение проблемы лиц с ограниченными возможностями, а Жан-Луи Тьерио — вопросы Вооружённых сил и ветеранов.

## Состав правительства
- Премьер-министр — Мишель Барнье;
  - Министр-делегат, официальный представитель правительства — Мод Брежон
  - Министр-делегат по связям с парламентом — Натали Делаттр[фр.]
  - Министр-делегат по делам Европы — Бенжамен Хаддад[фр.]
- Министр при премьер-министре по делам заморских территорий — Франсуа-Ноэль Бюффе
- Министр при премьер-министре по делам бюджета и общественных счетов — Лоран Сен-Мартен
- Министр европейских и иностранных дел — Жан-Ноэль Барро
  - Министр-делегат по делам внешней торговли и французов за рубежом — Софи Прима
  - Министр-делегат по делам Европы — Бенжамен Хаддад[фр.]
  - Государственный секретарь по делам франкофонии и международного партнёрства — Тани Мохаммед Суалихи[фр.]
- Министр экологических преобразований, энергетики, климата и предотвращения рисков — Аньес Панье-Рюнаше
  - Министр-делегат по делам энергетики — Ольга Живерне[фр.]
- Министр жилищного хозяйства, реновации городов и социальных гарантий — Валери Летар
- Министр национального просвещения — Анн Жанте
  - Министр-делегат по делам школьной успеваемости и профессионального обучения — Александр Портье[фр.]
- Министр спорта, по делам молодёжи и спортивных обществ[фр.] — Жиль Авру
- Министр экономики, финансов и промышленности — Антуан Арман
  - Министр-делегат промышленности — Марк Ферраччи[фр.]
  - Министр-делегат социальной и солидарной экономики, заинтересованности и участия — Мари Аньес Пусье-Венсбак
  - Министр-делегат экономики туризма — Марина Феррари[фр.]
  - Государственный секретарь по делам потребления — Лоранс Гарнье[фр.]
- Министр Вооружённых сил и по делам ветеранов — Себастьян Лекорню
  - Министр-делегат — Жан-Луи Тьерио[фр.] (с 27 сентября 2024)
- Министр внутренних дел — Брюно Ретайо
  - Министр-делегат по делам повседневной безопасности — Николя Дарагон[фр.]
  - Государственный секретарь по делам гражданства и борьбы с дискриминацией — Отман Нару[фр.]
- Министр труда и занятости[фр.] — Астрид Паносян
- Министр солидарности, автономности пожилых и равенства между мужчинами и женщинами — Поль Кристоф
  - Министр-делегат по делам семьи и детства — Аньес Канайе
  - Министр-делегат по делам лиц с ограниченными возможностями — Шарлотта Пармантье-Лекок (с 27 сентября 2024)
  - Государственный секретарь по делам равенства между мужчинами и женщинами — Салима Саа[фр.]
- Хранитель печатей, министр юстиции — Дидье Миго
- Министр культуры — Рашида Дати
- Министр высшего образования и научных исследований — Патрик Этзель
  - Государственный секретарь по делам искусственного интеллекта и цифровизации — Клара Шаппаз[фр.]
- Министр сельского хозяйства, продовольственного суверенитета и лесного хозяйства — Анни Женевар
- Министр здравоохранения и доступа к медицинской помощи[фр.] — Женевьева Даррьёсек
- Министр государственной службы, упрощения и преобразования функций[фр.] — Гийом Казбарян
- Министр сотрудничества с регионами и децентрализации — Катрин Вотрен
  - Министр-делегат по делам сельской местности, торговли и ремёсел — Франсуаза Гатель
  - Министр-делегат по делам транспорта — Франсуа Дюровре[фр.]
  - Министр-делегат по делам моря и рыболовства — Фабрис Лоер[фр.]